# Steinkrug (Wennigsen)

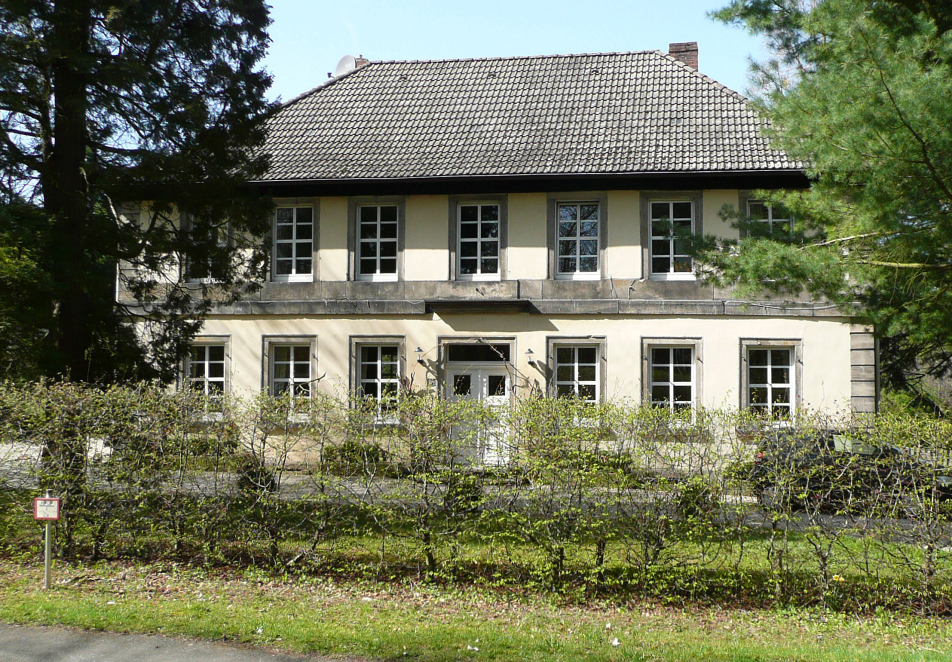
Forsthaus des Gutes Bredenbeck

Steinkrug ist eine Ortslage in der Ortschaft Bredenbeck (Gemeinde Wennigsen (Deister)/Region Hannover) mit 201 Einwohnern.

## Lage und Verkehr
Steinkrug liegt von drei Seiten von Wald umgeben am südöstlichen Rand des Deisters. Es befindet sich etwa einen Kilometer südöstlich von Bredenbeck und etwa einen Kilometer westlich von Bennigsen. Direkt an Steinkrug führt westlich die vierspurig ausgebaute B 217 vorbei, die durch Lärmschutzwände abgetrennt ist. Bis zum Jahre 2000 verlief die Bundesstraße durch den Ort. Zur Expo 2000 wurde die heutige Ortsumfahrung fertiggestellt. Westlich des Ortes liegt im Wald ein ehemaliger Steinbruch, der offenbar in Verbindung mit einem Krug als ländlicher Gaststätte namensgebend für Steinkrug war. Zwei Buslinien des Großraum-Verkehrs Hannover verbinden Steinkrug von zwei Haltestellen aus mit benachbarten Orten.

## Geschichte
Im Deister rund um Steinkrug finden sich zahlreiche Hügelgräber, die auf die frühe Besiedlung des Gebietes hinweisen. Südlich des Steinkrüger Sportplatzes liegen unter Wald die Wallreste der Bennigser Burg.

### Straße
Steinkrug wird 1750 erstmals urkundlich erwähnt, bildete sich aber vermutlich bereits im 17. Jahrhundert als Ansiedlung von Steinbruch- und Waldarbeitern. Seit 1670 führt hier als Passstraße über den Deister eine Landstraße von Hannover nach Hameln vorbei. 1771 wurde sie zur Hamelner Chaussee ausgebaut und gilt als erste Kunststraße des späteren Königreichs Hannover. Sie verband die Residenzstadt Hannover mit der Landesfestung Hameln des Kurfürstentums Hannover. Die Hamelner Chaussee war der Vorläufer der B 217 und entsprach bei Steinkrug dem Verlauf der Bundesstraße vor der Erstellung der Ortsumgehung.

### Gasthaus

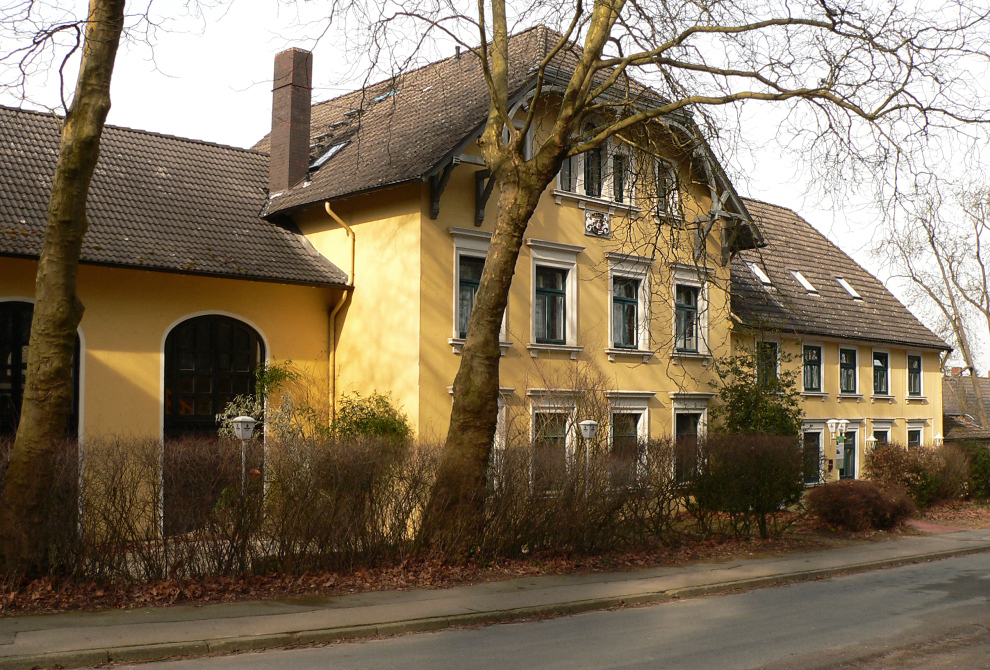
Gasthaus Steinkrug

An der Landstraße lag schon im 17. Jahrhundert eine ländliche Gaststätte, die als Poststation dem Reiter- und Pferdewechsel diente. Sie war auch Übernachtungsherberge für Fuhrleute mit Pferdefuhrwerken. Die Lokalität vergrößerte sich im Laufe der Zeit durch Anbauten und wurde vom hannoverschen Hofbaumeister Georg Ludwig Laves 1850 grundlegend umgebaut. Im 19. Jahrhundert entwickelte sich die Gaststätte Steinkrug zu einem beliebten Ausflugslokal am Deister. 1976 wurde das 52 Meter lange Gebäude umgebaut und im Jahre 2000 grundlegend renoviert.

### Glashütte

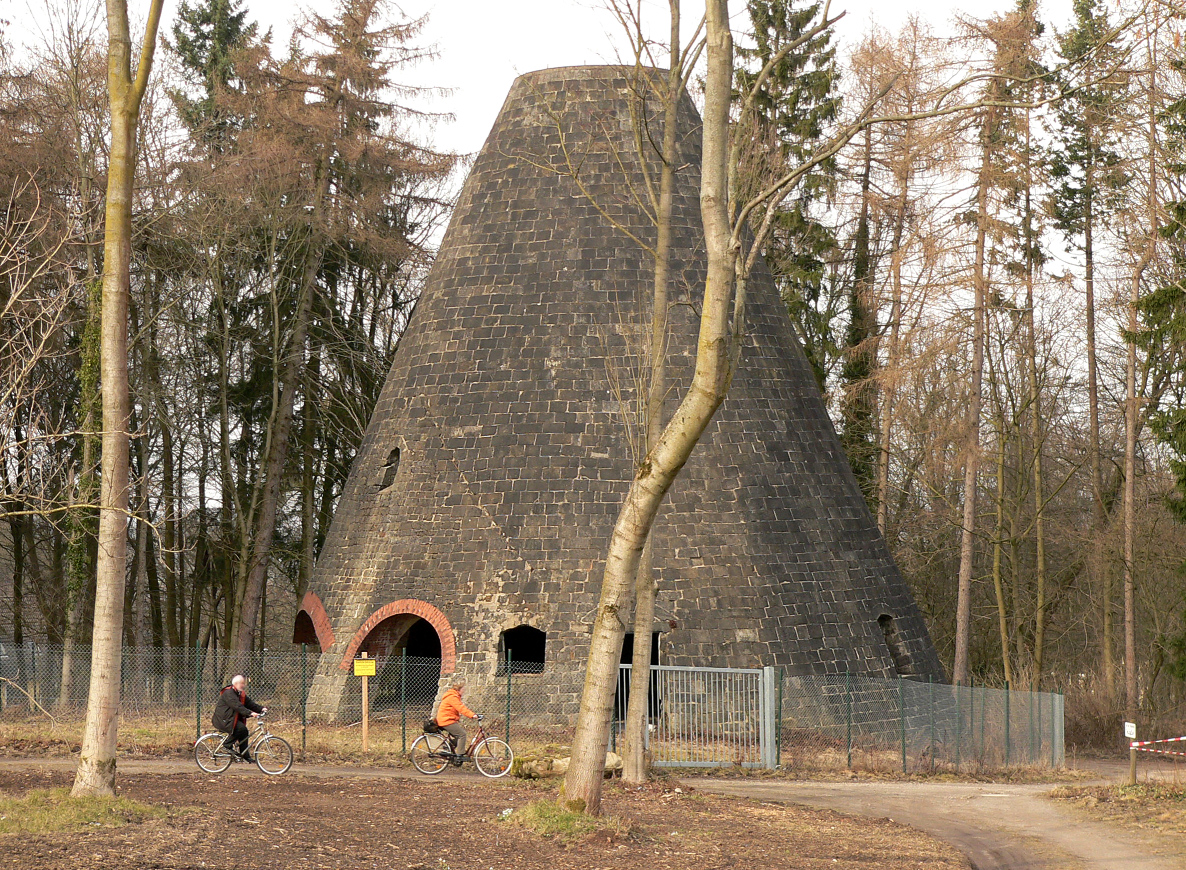
Glashüttenturm der ehemaligen Glashütte Steinkrug

Ab 1809 entstand an der Siedlung die Glashütte Steinkrug, die Freiherr Wilhelm Carl Ernst Knigge (1771–1839) vom Gut Bredenbeck gegründet hatte. 1839 wurde auf dem Hüttengelände der 13 Meter hohe Glashüttenturm, auch „englischer Turm“ genannt, erbaut. Er ist heute einer der wenigen noch vorhandenen Exemplare in Europa. Mit den 20 bis 50 Beschäftigten der Glashütte nahm die Bewohnerzahl Steinkrugs im 19. Jahrhundert merklich zu. Auf dem wirtschaftlichen Höhepunkt der Hütte um 1900 waren bis zu 120 Personen beschäftigt. Die Glasmacher lebten mit ihren Familienangehörigen in Arbeiterwohnhäusern auf dem Werksgelände. Zwischen 1869 und 1928 gab es eine Schule in Steinkrug, die vorwiegend von den Kindern der Glasmacher besucht wurde. Rund um das Gelände befinden sich denkmalgeschützte Gebäude, darunter die ehemalige Vogelwarte. Im Jahr 2010 hat der Rat der Gemeinde Wennigsen den Aufstellungsbeschluss für einen Bebauungsplan gefasst. Das Gelände rund um die Glashütte soll auf Veranlassung der Grundeigentümer neu geordnet und bebaut werden. Die alten Gemäuer sollen dazu teilweise weichen.